# Йонас Іванаускас
Йонас Іванаускас (лит. Jonas Ivanauskas; нар. 18 лютого 1960, Каунас) — литовський католицький єпископ. З 11 лютого 2012 року єпископ Кайшядориської дієцезії.

## Життєпис
Висвячений на священника 14 квітня 1985 року та інкардинований до Каунаської архидієцезії. Після рукоположення став парафіяльним вікарієм, а в 1988—1989 роках був префектом Каунаської семінарії. У 1990—1992 роках вивчав моральне богослов'я в Альфонсіанській академії в Римі. Після повернення до дієцезії почав працювати на богословському факультеті Університету Вітовта Великого. У 2002 році став генеральним вікарієм архидієцезії.
18 жовтня 2003 року Папа Іван Павло II призначив отця Йонаса Іванаускаса єпископом-помічником Каунаської архидієцезії з титулярним престолом у Канапіумі. Його висвятив на єпископа архиєпископ Сиґітас Тамкявічус.
11 лютого 2012 року призначений єпископом Кайшядориської дієцезії.